# Primera División de Chile 1978
El Campeonato Nacional de Primera División de 1978 fue el torneo disputado en la 46ª temporada de la máxima categoría del fútbol profesional chileno.
El torneo consistió en un campeonato a dos ruedas con un sistema de todos contra todos. Contó con la participación de 18 equipos, entre los que finalmente se consagró campeón Palestino, institución que obtuvo el segundo campeonato de su historia luego de 23 años.
En la parte baja de la tabla de posiciones, descendieron a Segunda División Huachipato y Rangers.
Esta temporada se caracterizó por la baja asistencia de público a los estadios, especialmente porque los equipos que finalizaron en los primeros lugares no eran alta convocatoria. Como dato, se puede citar que no solo había bajo interés de los hinchas por el torneo, sino también de los medios de comunicación: Solo se transmitían dos partidos por fecha, uno por Televisión Nacional el sábado, y el que jugara Everton en el Estadio Sausalito el día domingo por UCV Televisión.
Este torneo marcó polémica, toda vez que se descubrió el año 1986, a través de una investigación del programa de Televisión Nacional de Chile Informe especial, que los árbitros Víctor Ojeda, Adolfo Reginato y Alberto Martínez, arreglaron el partido entre Ñublense y Colo-Colo, para que luego se descubriera que quienes ganaron el concurso de la Polla Gol correspondiente a esa fecha, fueron los 3 jugando bajo el seudónimo OREMA, en la agencia de propiedad de Ojeda.

## Equipos por región
| Región               | N.º | Equipos |
| -------------------- | --- | --- |
| Región Metropolitana | 8   | Audax Italiano, Colo-Colo, Deportes Aviación, Palestino, Santiago Morning, Unión Española, Universidad Católica y Universidad de Chile |
| Biobío               | 4   | Deportes Concepción, Huachipato, Lota Schwager y Ñublense                                                                              |
| Antofagasta          | 1   | Cobreloa |
| Coquimbo             | 1   | Coquimbo Unido |
| Valparaíso           | 1   | Everton |
| O'Higgins            | 1   | O'Higgins |
| Maule                | 1   | Rangers |
| Araucanía            | 1   | Green Cross Temuco |

## Tabla final
| Pos | Equipo               | PJ | PG | PE | PP | GF | GC | Dif | Pts |
| --- | -------------------- | -- | -- | -- | -- | -- | -- | --- | --- |
| 1   | Palestino            | 34 | 23 | 7  | 4  | 73 | 32 | 41  | 53  |
| 2   | Cobreloa             | 34 | 22 | 5  | 7  | 69 | 37 | 32  | 49  |
| 3   | O'Higgins            | 34 | 17 | 8  | 9  | 64 | 39 | 25  | 42  |
| 4   | Unión Española       | 34 | 17 | 7  | 10 | 52 | 41 | 11  | 41  |
| 5   | Everton              | 34 | 14 | 12 | 8  | 55 | 40 | 15  | 40  |
| 6   | Colo-Colo            | 34 | 15 | 7  | 12 | 62 | 55 | 7   | 37  |
| 7   | Universidad de Chile | 34 | 11 | 14 | 9  | 41 | 33 | 8   | 36  |
| 8   | Deportes Aviación    | 34 | 12 | 10 | 12 | 51 | 51 | 0   | 34  |
| 9   | Universidad Católica | 34 | 11 | 11 | 12 | 43 | 37 | 6   | 33  |
| 10  | Deportes Concepción  | 34 | 12 | 9  | 13 | 44 | 47 | -3  | 33  |
| 11  | Lota Schwager        | 34 | 9  | 15 | 10 | 46 | 43 | 3   | 33  |
| 12  | Audax Italiano       | 34 | 10 | 12 | 12 | 36 | 39 | -3  | 32  |
| 13  | Green Cross-Temuco   | 34 | 10 | 12 | 12 | 52 | 57 | -5  | 32  |
| 14  | Santiago Morning     | 34 | 10 | 12 | 12 | 43 | 49 | -6  | 32  |
| 15  | Ñublense             | 34 | 10 | 10 | 14 | 34 | 49 | -15 | 30  |
| 16  | Coquimbo Unido       | 34 | 8  | 8  | 18 | 38 | 56 | -18 | 24  |
| 17  | Huachipato           | 34 | 5  | 7  | 22 | 26 | 55 | -29 | 17  |
| 18  | Rangers              | 34 | 5  | 4  | 25 | 28 | 97 | -69 | 14  |

PJ=Partidos jugados; PG=Partidos ganados; PE=Partidos empatados; PP=Partidos perdidos; GF=Goles a favor; GC=Goles en contra; Dif=Diferencia de gol; Pts=Puntos
|  | Campeón. Clasifica a la Copa Libertadores 1979. |
|  | Clasifica a la Liguilla Pre-Libertadores.       |
|  | Juega la Liguilla de Promoción.                 |
|  | Desciende a Segunda División.                   |

## Campeón
| Chile               |
| Palestino 2º Título |

## Liguilla Pre-Libertadores
| Pos | Equipo         | PJ | PG | PE | PP | GF | GC | Dif | Pts |
| --- | -------------- | -- | -- | -- | -- | -- | -- | --- | --- |
| 1   | Unión Española | 3  | 2  | 0  | 1  | 4  | 2  | 2   | 4   |
| 2   | O'Higgins      | 3  | 2  | 0  | 1  | 3  | 2  | 1   | 4   |
| 3   | Everton        | 3  | 1  | 1  | 1  | 2  | 3  | -1  | 3   |
| 4   | Cobreloa       | 3  | 0  | 1  | 2  | 3  | 5  | -2  | 1   |

PJ=Partidos jugados; PG=Partidos ganados; PE=Partidos empatados; PP=Partidos perdidos; GF=Goles a favor; GC=Goles en contra; Dif=Diferencia de gol; Pts=Puntos
|  | Clasifica a la final de desempate por la liguilla |

Final por la liguilla
| 12 de diciembre de 1978 | O'Higgins                              | 2 : 2 (1:0), (1:1), (1:2) | Unión Española                      | Estadio Nacional, Santiago                                     |                                                                |
|                         | René Serrano 24' · Juvenal Vargas 119' |                           | Enzo Escobar 68' · Luis Miranda 98' | Asistencia: 20.542 espectadores Árbitro(s): Mario Lira (Chile) | Asistencia: 20.542 espectadores Árbitro(s): Mario Lira (Chile) |

## Liguilla de Promoción
Clasificaron a la liguilla de promoción, los equipos que se ubicaron en 15° y 16° lugar de la Primera División (Ñublense y Coquimbo Unido), con los equipos que se ubicaron en 3° y 4° lugar de la Segunda División (Ovalle y Magallanes). Se jugó una ronda con un sistema de todos contra todos, clasificando a Primera División los dos primeros equipos ubicados en la tabla de posiciones.
| Pos | Equipo          | PJ | PG | PE | PP | GF | GC | Dif | Pts |
| --- | --------------- | -- | -- | -- | -- | -- | -- | --- | --- |
| 1   | Coquimbo Unido  | 3  | 2  | 1  | 0  | 9  | 6  | 3   | 5   |
| 2   | Ñublense        | 3  | 2  | 0  | 1  | 7  | 5  | 2   | 4   |
| 3   | Deportes Ovalle | 3  | 0  | 2  | 1  | 6  | 8  | -2  | 2   |
| 4   | Magallanes      | 3  | 0  | 1  | 2  | 5  | 8  | -3  | 1   |

PJ=Partidos jugados; PG=Partidos ganados; PE=Partidos empatados; PP=Partidos perdidos; GF=Goles a favor; GC=Goles en contra; Dif=Diferencia de gol; Pts=Puntos
1º Fecha
| 2 de diciembre de 1978 | Coquimbo Unido                                                        | 3 : 2 | Magallanes            | Estadio Nacional, Santiago                                 |                                                            |
|                        | Julio Dinamarca 11' · Nelson Vásquez 37' (pen.) · Jorge Rodríguez 86' |       | Manuel Baeza 39', 73' | Asistencia: 5.245 espectadores Árbitro(s): Guillermo Budge | Asistencia: 5.245 espectadores Árbitro(s): Guillermo Budge |

| 2 de diciembre de 1978 | Ñublense                                                                 | 3 : 1 | Deportes Ovalle  | Estadio Nacional, Santiago                               |                                                          |
|                        | Mario Cerenderos 8' · Sergio Abayay 17' (pen.) · Leonardo Montenegro 89' |       | Víctor Tapia 30' | Asistencia: 5.245 espectadores Árbitro(s): Manuel Zúñiga | Asistencia: 5.245 espectadores Árbitro(s): Manuel Zúñiga |

2º Fecha
| 5 de diciembre de 1978 | Magallanes                                | 2 : 2 | Deportes Ovalle                       | Estadio Nacional, Santiago                               |                                                          |
|                        | Manuel Baeza 41' · José Bernal 64' (pen.) |       | Adolfo Cortés 74' · Gamboa 88' (pen.) | Asistencia: 3.020 espectadores Árbitro(s): Juan Carvajal | Asistencia: 3.020 espectadores Árbitro(s): Juan Carvajal |

| 5 de diciembre de 1978 | Coquimbo Unido                     | 3 : 1 | Ñublense          | Estadio Nacional, Santiago                              |                                                         |
|                        | Mario Espinoza 49' · Bené 52', 73' |       | Antonio Muñoz 67' | Asistencia: 3.020 espectadores Árbitro(s): Víctor Ojeda | Asistencia: 3.020 espectadores Árbitro(s): Víctor Ojeda |

3º Fecha
| 8 de diciembre de 1978 | Ñublense                                                     | 3 : 1 | Magallanes       | Estadio Nacional, Santiago                               |                                                          |
|                        | Patricio Bonhomme 5' · Jaime Fonseca 17' · Antonio Muñoz 86' |       | Manuel Baeza 44' | Asistencia: 3.370 espectadores Árbitro(s): Enrique Marín | Asistencia: 3.370 espectadores Árbitro(s): Enrique Marín |

| 8 de diciembre de 1978 | Coquimbo Unido                                  | 3 : 3 | Deportes Ovalle                                      | Estadio Nacional, Santiago                                |                                                           |
|                        | Antonio Escudero 50' · Julio Dinamarca 60', 84' |       | Eduardo Gómez 27' · Adrian Tapia 70' · Hugo Iter 71' | Asistencia: 3.370 espectadores Árbitro(s): Ricardo Keller | Asistencia: 3.370 espectadores Árbitro(s): Ricardo Keller |

## Goleadores
| Jugador              | Goles | Equipo               |
| -------------------- | ----- | -------------------- |
| Oscar Fabbiani       | 35    | Palestino            |
| Luis Alberto Ramos   | 25    | Green Cross-Temuco   |
| Miguel Ángel Neira   | 19    | O'Higgins            |
| Luis Miranda         | 19    | Unión Española       |
| Luis Ahumada         | 18    | Cobreloa             |
| Ricardo Fabbiani     | 15    | Aviación             |
| Juan Carlos Orellana | 12    | Colo-Colo            |
| Juan Núñez           | 11    | Cobreloa             |
| Víctor Estay         | 11    | Deportes Concepción  |
| Washington Abad      | 11    | Lota Schwager        |
| Guillermo Martínez   | 10    | Everton              |
| Nelson Vásquez       | 9     | Coquimbo Unido       |
| Manuel Rojas         | 9     | Palestino            |
| Óscar Arriaza        | 9     | Universidad Católica |
| Juan Soto            | 9     | Universidad de Chile |